# Alexi Puchlew
Alexi Romanow Puchlew (* 8. September 1905 in Gabrowo; † 29. August 1979 in Sofia) war ein bulgarischer Mediziner.

## Leben
Puchlew studierte zunächst in Sofia und vertiefte seine Studien dann in Greifswald und Leipzig. Er war Mitglied der Bulgarischen Akademie der Wissenschaften. In seinen wissenschaftlichen Arbeiten befasste er sich mit Erkrankungen von Herz, Kreislauf und Nieren.
Er wurde als Held der Sozialistischen Arbeit ausgezeichnet.